# NGC 5232
NGC 5232 (другие обозначения — MCG -1-35-3, IRAS13335-0814, PGC 47998) — галактика в созвездии Дева.
Этот объект входит в число перечисленных в оригинальной редакции «Нового общего каталога».